# Britannia (monedă)
Britannia  este o piesă monetară britanică din aur emisă începând din anul 1987, din argint începând din 1997 și din platină începând din 2007. Moneda își datorează numele reprezentării Britanniei, încarnare feminină a națiunii britanice, care împodobește reversul său. Chiar dacă posedă o valoare nominală, moneda nu este de circulație, nici monedă comemorativă. La origine, este vorba de un bullion coin, adică de o monedă emisă mai degrabă în vedera tezaurizării decât unor scopuri practice sau comemorative. Totodată, este și colecționată de numismați.

## Britannia din aur
Piesa are o valoare nominală de 100 de lire sterline și conține exact o Uncie troy de aur.  Există și monede care reprezintă fracțiuni ale Britanniei: jumătate (în engleză half, cu valoarea nominală de 50 de lire sterline), sfert (în engleză quarter, cu valoarea nominală de 25 de lire sterline) și zecime (în engleză tenth, cu valoarea nominală de 10 lire sterline)
Titlul aliajului se ridică la 917‰, echivalent cu 22 de carate. Până la 1.000‰, adică 83‰ este completat cu cupru, până în 1989 și cu argint, începând din anul 1990.
Dimensiuni ale Britanniei din aur
| Denumire            | D          | Valoare nominală | Diametru | Greutate |
| ------------------- | ---------- | ---------------- | -------- | -------- |
| Uncie troy          | 1 OUNCE    | 100£             | 32,69 mm | 31,104 g |
| O jumătate de uncie | 1/2 OUNCE  | 50£              | 27,00 mm | 15,552 g |
| Un sfert de uncie   | 1/4 OUNCE  | 25£              | 22,00 mm | 3,110 g  |
| O zecime de uncie   | 1/10 OUNCE | 10£              | 16,50 mm | 3,110 g  |

## Britannia din argint
În 1997 Royal Mint  a început producerea unei piese de argint, cu același nume de Britannia. Este cea mai mare piesă monetară britanică emisă în epoca actuală.
Aliajul utilizat este pe bază de argint, cu un titlu ridicat, de 958‰. Acest titlu deosebit de argint este desemnat de acum, cu denumirea de « argint Britannia », în timp ce argintul cu titlul de 925‰ este desemnat cu denumirea de « argint sterling » .
Ca și pentru Britannia din aur, monedele din argint sunt bătute cu greutăți de 1 ounce, 1/2 ounce, 1/4 ounce, și 1/10 ounce.
Britannia din argint a fost emisă în fiecare an, începând cu 1997, când o versiune « Proof » a fost pusă pe piață. În anii de emisiune pari, reversul monedei are întotdeauna gravată reprezentarea Britanniei în picioare. În fiecare an impar, începând din 1999, portretul Britanniei ornează reversul piesei. În 2008, gravura reversului este opera artistului John Bergdahl.
Începând cu anul 2013 Britannia de argint a fost emisă având titlul de 999‰.
Versiunile de colecție Proof
și BU și versiunea bullion sunt comercializate de către The Royal Mint, Monetăria Regală Britanică.
Dimensiuni ale Britanniei din argint
| Denumire            | D          | Valoare nominală | Diametru | Greutate |
| ------------------- | ---------- | ---------------- | -------- | -------- |
| O uncie troy        | 1 OUNCE    | 2 £              | 40,00 mm | 32,45 g  |
| O jumătate de uncie | 1/2 OUNCE  | 1 £              | 27,00 mm | 16,23 g  |
| Un sfert de uncie   | 1/4 OUNCE  | 50p              | 22,00 mm | 8,11 g   |
| O zecime de uncie   | 1/10 OUNCE | 20p              | 16,50 mm | 3,25 g   |

### Istoricul emisiunilorOne Ounce Silver Britannia(£2)
Numărul de piese emise
| Anul emisiunii | Uncirculated | Proof |
| -------------- | ------------ | ----- |
| 1997           | 0            | 4.173 |
| 1998           | 88.909       | 2.168 |
| 1999           | 69.394       | 0     |
| 2000           | 81.301       | 0     |
| 2001           | 44.816       | 3.047 |
| 2002           | 48.215       | 0     |
| 2003           | 73.271       | 1.833 |
| 2004           | 100.000      | 5.000 |
| 2005           | 100.000      | 1.539 |
| 2006           | 100.000      | 2.750 |
| 2007           | 100.000      | 7.500 |
| 2008           | 100.000      | 2.500 |
| 2009           | 100.000      | 2.500 |
| 2010           | 100.000      | 2.500 |
| 2011           | 100.000      | 2.500 |
| 2012           | 100.000      | 2.500 |
| 2013           | 100.000      | 2.500 |

## Britannia din platină
Începând din 2007, există și o versiune din platină a monedei Britannia.